# Vyšnij Voločëk
Vyšnij Voločëk (in russo Вышний Волочёк?) è una città della Russia europea centrale, appartenente all'oblast' di Tver'; è il capoluogo del rajon Vyšnevolockij, pur essendo amministrativamente autonoma.
Sorge nella parte centrale dell'oblast', sulle colline del Valdaj fra il corso dei fiumi Tverca e Cna, a 119 km di distanza dal capoluogo Tver' in direzione nordovest.
La città venne fondata nel 1471 e ottenne lo status di città nel 1770.